# Antiguas provincias italianas
Desde la unificación de Italia, distintas provincias han modificado sus límites territoriales, cambiado su estatus e incluso otras no se encuentran más bajo soberanía italiana.

## Territorios bajo soberanía italiana
Algunas provincias han cambiado de estatus legal, mientras otras se han fusionado.

### Provincias fusionadas
- La Provincia de Aosta (1927-1945) fue una provincia del Piamonte. En 1948 fue transformada en la región del Valle de Aosta que hace también las veces de provincia.
- La Provincia de Tierra de Trabajo (1861-1927)[1] fue creada a continuación de la anexión del Reino de las Dos Sicilias. Su capital fue la actual ciudad de Caserta. Comprendía buena parte del sur del actual Lacio, que históricamente había sido un territorio de la Campania con las divisiones administrativas de Circondario di Sora y Circondario di Gaeta y las ciudades de Cassino, Pontecorvo, así como toda la provincia de Caserta. También comprendía algunas ciudades de la provincia de Avellino, parte de las actuales Ciudad metropolitana de Nápoles, provincia de Isernia y la provincia de Benevento.

### Provincias con cambio de estatus legal
- En 2015 se crearon las ciudades metropolitanas que reemplazaron las siguientes provincias: Génova, Turín, Milán, Venecia, Bolonia, Florencia, Roma, Bari, Nápoles, Reggio Calabria, Mesina, Catania, Palermo y Cagliari.
- En 2015 se reemplazaron las provincias sicilianas por los Libre consorcio municipal (en italiano "Libero consorzio comunale"). Este cambio importó las provincias de Agrigento, Caltanissetta, Enna, Ragusa, Siracusa y Trápani.
- En 2016 se derogaron las provincias sardas de Carbonia-Iglesias, Medio Campidano, Ogliastra y Olbia-Tempio. Esto ocurrió como consecuencia de los referendos del año 2012 que se realizaron en la mencionada región. Las dos primeras ciudades mencionadas han pasado a formar parte de la provincia de Cerdeña del Sur junto a los municipios de la provincia de Cagliari (excepto la homónima ciudad metropolitana) más el municipio de Genoni proveniente de la provincia de Oristano. Los municipios provenientes de Ogliastra se incorporaron a la provincia de Nuoro (excepto Seui que se incorporó a Cerdeña del Sur). Por otro lado los municipios provenientes de Olbia-Tempio se incorporaron a la provincia de Sassari. En el ámbito de las ex-provincias, ahora conocidas como Zonas Homogéneas, está garantizado el ejercicio autónomo de las funciones provinciales y la prestación de los servicios aunque sea formalmente con el nombre de las nuevas subdivisiones, hasta la total eliminación de las provincias de la región.[2]
- En Friuli-Venecia Julia, por imperio de la ley regional 26/2014, se crearon dieciocho Uniones Territoriales Intermunicipales (Unione Territoriale Intercomunale -UTI- en italiano). Por ello, en 2017 dejaron de existir las provincias de Trieste, Gorizia, Pordenone y en 2018 Udine. Las competencias que eran propias de las provincias fueron distribuidas entre el gobierno de la Región y los UTI. De todos modos los municipios de Trieste, Udine, Pordenone y Gorizia tienen una situación especial por ser las ex-capitales de las provincias y siendo ahora "sede central" de sus UTI.

## Territorios bajo soberanía extranjera
Antes de la Segunda Guerra Mundial, los territorios de Istria y parte de Dalmacia pertenecían al Reino de Italia. Finalizada la guerra, en 1945, y con el trazado de la Línea Morgan, la región de Venecia Julia quedó dividida en las zonas A (bajo administración de los Aliados) y B (bajo administración yugoslava). Finalmente, en 1975, con el Tratado de Osimo, se oficializó la demarcación territorial actual, que venía en uso desde 1954.

Mapa del Istria y del Golfo de Carnaro desde 1923 a 1947. En color verde la antigua delimitación de la Provincia de Trieste, en azul la antigua demarcación de la provincia de Gorizia, en amarillo la ex provincia de Pula y en rojo la ex provincia de Fiume.

- Provincia de Fiume luego del Carnaro (1923 a 1947): creada en 1923, era parte de Venecia Julia. Comprendía la histórica región de Fiume, (excepto el suburbio oriental de Sussak), con la ciudad istriana de Abbazia y el alto valle del Río Timavo, con la ciudad de Villa del Nevoso. A partir de 1930 pasó a llamarse Provincia del Carnaro. Luego en 1941 fue ampliada, llegando a comprender también la administración civil para los territorios del interior del Fiume, comprendiendo la ciudad de Zaule del Carnaro, la costa desde Sussak hasta Buccari y del lado oriental del Carnaro, las islas de Veglia y Arbe. La sigla para los automóviles fue primero FU y luego FM.

- Provincia de Gorizia (1923-1947): formaba parte de Venecia Julia. En este caso se trata de una notable reducción del territorio provincial a partir del Decreto-Ley n º 1430 de 28 de noviembre de 1947. Su antigua demarcación era hacia el oeste por el río Judrio (Idrija) (afluente occidental del Río Isonzo, al estenordeste de los acantilados de los Alpes julianos) y hacia el sur aproximadamente desde el río Vipacco, comprendía casi todo el curso del Isonzo, con la cuenca del río Idria (Idrijca), el Collio, la meseta de Bainsizza y los bosques de Tarnova y Piro, a excepción del tramo final en las zonas de Monfalcone y Grado que en aquella época formaban parte de la provincia de Trieste. Con los nuevos límites la capital provincial, Gorizia, es también ciudad limítrofe con Eslovenia. Su sigla automovilística era GO.

- Provincia de Pula o de Istria (1923-1947): formaba parte de Venecia Julia y comprendía casi toda la Istria histórica, con Pula, Digano (hoy Vodnjan), Rovigno d'Istria (hoy Rovinj), Parenzo (hoy Poreč), Cittanova d'Istria (hoy Novigrad), Umago (hoy Umag), Portorose (hoy Portorož), Pirano (hoy Piran), Isola d'Istria (hoy Izola), Capodistria (hoy Koper), Buie d'Istria (hoy Buie), Pisino (hoy Pazin), y otros, así como las Isole Brioni. Del lado occidental del Carnaro las islas de Cherso (hoy Cres), Lussino (hoy Lošinj) y las islas menores próximas. Sus siglas automovilísticas fueron primero PO y luego PL.

- Provincia de Trieste (1923-1947): formaba parte de Venecia Julia, delimitaba al norte con el río Vipacco y se extendía hacia el oeste hasta el tramo final del río Isonzo, incluyendo la zona de Monfalcone y Grado. Hacia el este llegaba hasta la cuenca de Postumia (hoy Postoina) y los acantilados de los Alpes julianos (sin incluir la cuenta del Circonio, hoy Cerknica). Hacia el sur se extendía hasta Muggia (único municipio istriano de la provincia) y el margen septentrional de Cicceria (hoy Ćićarija). La provincia dejó de existir en 1947 con la creación del Territorio libre de Trieste, comprendiendo la franja costera desde Duino hasta Cittanova d'Istria (hoy Novigrad). Luego, en 1954 se la volvió a crear pero privada casi totalmente de su territorio (comprendidos Monfalcone y Grado) y reducida a seis municipios (comune) en la franja costera próxima al Carso. Su sigla automovilística era TS. Dejó de existir en 2017 con la creación de la Unión Territorial Intermunicipal creada dentro del ámbito de la región Friuli-Venecia Julia.

- Provincia de Zara (1920-1943): formaba parte de Venecia Julia, comprendió hasta 1941 los pocos territorios dálmatas asignados a Italia en 1919: el municipio de Zara, y las islas de Cazza (hoy Sušac) y Lagosta (hoy Lastovo), distantes a 200 km de Zara; la isla de Pelagosa (hoy Palagruža), distante a 250 km de Zara y la isla de Saseno (hoy Sazan), frente a Vlorë (Albania) distante a 525 km de Zara. Desde 1941 hasta 1943 la misma fue extendida notablemente, aunque perdiendo las mencionadas isas, pero pasando a comprender a Zara y territorios interiores como la ciudad de Sebenico (hoy Šibenik), Scardona (hoy Skradin), Zaravecchia (hoy Biograd na Moru), Nona (hoy Nin) y Bencovazzo (hoy Benkovac) más las islas frente a Zara (entre las cuales se hallaba la isla Lunga (hoy Dugi), las islas Incoronate (hoy Kornati), Ugliano (hoy Ugljan) y Pasmano (hoy Pašman). Su signa automovilística era ZA.

- Provincia de Spalato (1941-1943): actualmente conocida como Split, formaba parte de la Gobernación de Dalmacia, comprendía las ciudades de Spalato, Traù (hoy Trogir) y Salona (hoy Solin) con sus respectivos interiores, más las islas de Solta (excepto Brazza), Lissa (hoy Vis), Curzola (hoy Korčula), Lagosta (hoy Lastovo), Cazza (hoy Sušac), Pelagosa (estas últimas tres tomadas de la provincia de Zara, a la cual pertenecían desde 1920), Bua (hoy Čiovo) y Meleda (hoy Mljet). Su sigla automovilística era "Spalato".

- Provincia de Cattaro (1941-1943): formaba parte de la Gobernación de Dalmacia, comprendía el territorio de Bocche di Cattaro (hoy Boka Kotorska), con los centros de Cattero, Perasto, Castelnuovo di Cattaro y un pequeño territorio interior de 600 km² conocido como Crivoscia siguiendo a grandes rasgos los viejos límites Juliano-austríacos, más la isla de Saseno, frente a las cosas de Albania, cerca de Valona (siendo esta última tomada de la Provincia de Zara de la cual formaba parte desde 1920). Su sigla automobilística era "Cattaro".[3]
- Provincia de Lubiana (1941-1943): fue incluida como provincia autónoma dentro de Venecia Julia y comprendía todo el centro y sur de la actual Eslovenia más allá del crinal alpino. Su población eran los eslovenos y como lengua oficial estaban el italiano y el esloveno. Sus ciudades principales eran Lubiana, Kočevje (isla lingüística alemana), Novo Mesto y Longatico. Su sigla automobilística era LB.

- Las islas italianas del mar Egeo fue un grupo de doce islas dentro del Mar Egeo que fueron colonia italiana entre 1912 (con la guerra ítalo-turca) y 1947 cuando fueron entregadas al Reino de Grecia. Su sigla automobilística fue primero "R" y luego "Rodi".

- La Libia italiana (1911-1943) estuvo compuesta por la provincia de Trípoli, con centros urbanos importantes como Zauiya, Suq al-Jum'a, Nalut y Garian; la provincia de Misrata, que comprendía parte de la Tripolitania y casi toda la Sirtica con centros urbanos importantes como Misrata, Al Khoms y Sirte; la provincia de Bengasi (ubicada entre la Sirtica y la Cirenaica) con centros urbanos importantes como Bengasi, Ajdabiya y Barca y la provincia de Derna, que comprendía la mitad de Cirenaica, parte de la Marmárica y el oasis de Al Jaghbub, con centros urbanos como Derna y Tobruk.

- Las provincias albanesas existieron entre 1939 y 1944 durante la ocupación del mencionado país en la Segunda Guerra Mundial. Dicha presencia italiana se dividió administrativamente en las provincias de: Scutari, Kukes, Alessio, Debar, Durazzo, Tirana, Elbasan, Levan, Berat, Coriza, Argirocastro, Valona, Pristina (o del Kosovo), esta última anexada en 1941.